# Vidua interjecta
La vedova del paradiso codalunga o vedova del paradiso dello Uele (Vidua interjecta (Grote, 1922)) è un uccello della famiglia dei Viduidi.

## Etimologia
Il nome scientifico della specie, interjecta, deriva dal latino interiectus che significa "interposto", in quanto essa occupa un areale frapposto a quello delle altre specie di vedova del paradiso: il suo nome comune si riferisce invece chiaramente alle lunghe penne caudali dei maschi in amore.

## Descrizione

### Dimensioni
Misura 13–14 cm di lunghezza, per 20-21 g di peso: i maschi in amore, grazie alle penne caudali, raggiungono i 38–40 cm di lunghezza.

### Aspetto

Maschio in amore in Gambia.

Si tratta di uccelli dall'aspetto robusto ma slanciato, muniti di testa arrotondata, becco conico tozzo e forte, ali appuntite e coda squadrata: nel complesso, questi uccelli somigliano molto alla congenere e affine vedova del paradiso comune, dalla quale differiscono per le minori dimensioni del corpo pur con penne caudali più lunghe nei maschi in amore (da cui il nome comune), oltre alla colorazione nucale e pettorale più vivace negli stessi.
Durante il periodo degli amori, il piumaggio presenta un evidente dicromatismo sessuale, mentre all'infuori di esso i due sessi presentano livrea piuttosto simile.

Il maschio in amore presenta testa e gola di colore nero lucido, così come neri sono dorso, ali, codione e sottocoda: la coda, anch'essa nera, presenta dopo la muta del periodo degli amori le due rettrici esterne lunghe circa il doppio del corpo e dalla forma appuntita, mentre le due centrali sono di forma arrotondata e munite di lunghe setole. Nuca, lati del collo e petto si presentano di color nocciola-ramato (più tendente al dorato nell'area nucale), mentre ventre e fianchi sono di color beige.

Le femmine e i maschi in eclissi presentano invece livrea molto sobria e mimetica, con guance, gola, petto e ventre di colore grigio-biancastro, fronte, vertice, ali e dorso di colore grigio-bruno, copritrici, remiganti e coda più scure (le prime due con orlo chiaro), con presenza di bande longitudinali più scure anche sulle singole penne dell'area dorsale (nonché su quelle delle scapole, che sono del colore più chiaro tipico invece dell'area ventrale), oltre che di due strisce longitudinali cefaliche, una che forma un "sopracciglio" sopra l'occhio ed una che dal lato del becco attraversa l'occhio raggiungendo l'orecchio.
In ambedue i sessi gli occhi sono di colore bruno scuro, mentre le zampe ed il becco sono di colore carnicino nella femmina e nerastro nel maschio.

## Biologia
La vedova del paradiso codalunga è un uccello dalle abitudini diurne e tendenzialmente gregarie all'infuori del periodo riproduttivo, all'infuori del quale questi uccelli si riuniscono in stormi anche di una certa entità assieme ad altre specie di estrildidi e ploceidi, passando la maggior parte della giornata spostandosi assieme ad esse alla ricerca di cibo ed acqua e ritirandosi per passare la notte su un posatoio ben nascosto fra la vegetazione.

### Alimentazione
Si tratta di uccelli essenzialmente granivori, che si nutrono perlopiù di semi di piante erbacee che vengono reperiti prevalentemente al suolo, nonché (sebbene piuttosto di rando) di alimenti di origine animale.

### Riproduzione
La stagione degli amori va da novembre a febbraio nella porzione settentrionale dell'areale, mentre le popolazioni diffuse a cavallo dell'Equatore si riproducono alla fine della stagione delle piogge: durante questo periodo, i maschi esibiscono una livrea nuziale molto sgargiante e divengono fortemente territoriali nei confronti dei conspecifici del medesimo sesso, esibendosi in lek con canti e voli rituali al fine di accoppiarsi col maggior numero possibile di femmine.
Questa specie mostra parassitismo di cova nei confronti dell'astro aurora: le femmine depongono nei nidi incustoditi di questi uccelli da 1 a 4 uova, per poi allontanarsene e disinteressarsi completamente del destino della prole.

I pulli, ciechi ed implumi alla schiusa (che avviene a circa due settimane dalla deposizione), presentano caruncole ai lati della bocca e disegni golari in tutto e per tutto simili ai propri fratellastri: le due specie convivono nel nido per tutto il periodo giovanile, con le giovani vedove che seguono il ciclo vitale della specie parassitata (svezzamento e involo attorno alle tre settimane di vita ed indipendenza pochi giorni dopo) e spesso dopo il raggiungimento dell'indipendenza rimangono nello stesso stormo.

## Distribuzione e habitat
La vedova del paradiso codalunga occupa un areale che va dal Senegal costiero meridionale (Casamance) all'area di confine fra Sudan del Sud ed Uganda, attraverso Gambia, Mali meridionale, tutta la fascia interna della Guinea dalla Costa d'Avorio all'area di confine fra Ciad e Camerun, la Repubblica Centrafricana ed il nord del Congo (uno dei nomi comuni della specie si riferisce al fiume Uele, che scorre proprio in questo Paese): popolazioni isolate sussistono anche in Sudan sud-orientale ed in Etiopia centrale ed occidentale.
L'habitat di questi uccelli è rappresentato dalle zone boschive rade con presenza alternata di macchie cespugliose o boscose e di spazi erbosi aperti: popola anche le aree coltivate.